# Jean-Baptiste Leschenault de la Tour
Jean-Baptiste Leschenault de la Tour (13 de noviembre de 1773 - 14 de marzo de 1826) fue un botánico y ornitólogo francés.

## La expedición a Australia e Indonesia
En 1798, Jean-Baptiste Leschenault de la Tour se dirige a París luego de la muerte de su padre, desde Dijon. Su interés de estudio era la historia natural y fue elegido como uno de los botánicos que participarían en una expedición científica a Australia patrocinada por la marina francesa, conocida como expedición Baudin (1800-03), en reconocimiento a quién fue su líder, Nicolas Baudin (1754-1803). La expedición contaba con nueve zoólogos y botánicos y Leschenault de la Tour fue, hasta su desembarco, el botánico en jefe de la expedición. Se recolectaron gran número de nuevos especímenes, en 1801 y en 1802, pero enfermó en abril de 1803, y debió de desembarcar en Timor.
Contratiempos lo obligaron a pasar los tres años siguientes en la isla de Java, aprovechando para dirigir el primer estudio botánico serio sobre esa isla jamás antes visitada por naturalistas, salvo una corta investigación de Carl Peter Thunberg.
Regresó a Francia en julio de 1807 con una vasta colección de plantas y de aves. Estas últimas fueron descritas por Georges Cuvier y Louis Pierre Vieillot. ÉL le dio igualmente acceso a sus notas a Coenraad Jacob Temminck. Su colección de especies florales, le permitió obtener una pensión del gobierno francés.

## Viaje a India
En mayo de 1816, Leschenault de la Tour se embarcó para la India a fin de recolectar nuevos especímenes de Puducherry. Obtuvo de las autoridades británicas el permiso de viajar a través de Tamil Nadu, Bengala y la isla de Ceilán.
Envió las plantas y semillas que descubrió en la isla de La Reunión (isla Bourbon) a fin de cultivarlas. Entre esos envíos, había dos variedades de caña de azúcar y seis de algodón.
Retornó a Francia en 1822 y fue galardonado con la Legión de Honor .

## Viaje a América del Sur
Menos de un año antes de su arribo, se embarcó para América del Sur, visitando Brasil, Guyana Guyana neerlandesa y Guyana Francesa. Introduce a Cayenne diferentes plantas de té.
Se vio obligado a regresar apenas a 18 meses a causa de una salud desfalleciente.

## Honores, especies dedicadas
- Hypericum leschenaultii,
- aves : Charadrius leschenaultii por René Primevère Lesson (1794-1849) en 1826
- Phaenicophaeus leschenaultii por el mismo en 1830
- Enicurus leschenaulti por Louis Pierre Vieillot (1748-1831) en 1818

- La abreviatura «Lesch.» se emplea para indicar a Jean-Baptiste Leschenault de la Tour como autoridad en la descripción y clasificación científica de los vegetales.[1]